# Dear... (天上智喜のアルバム)
『Dear...』（ディアー）は、天上智喜の2作目のオリジナル・アルバム。2009年1月9日発売。発売元はRhythm zone。

## 概要
- 天上智喜にとって、日本では2枚目のアルバムであり、最後のアルバム、アルバムリード曲、「少しでいいから」や、「Here」も収録。

- 初回生産限定盤はミュージック・ビデオを収録したDVDが同梱。通常盤との2形態で発売。DVDには、今までに発表したシングル曲すべてのミュージックビデオが収録されているが、現在は廃盤になっており、初回生産限定盤、通常版共に、入手困難である。

- 天上智喜は本作を最後に日本での活動休止を発表した。

## 収録曲
1. Here 映画「ホームレス中学生」主題歌
2. 少しでいいから
3. Stand Up people
4. Idon't know what to do
5. Party
6. 天上のメロディー
7. Near 〜thoughtful・1220〜
8. どうして…
9. Epilogue

### 初回生産限定盤特典DVD
1. 少しでいいから（Music Clip）
2. Stand Up people（Music Clip）
3. Near 〜thoughtful・1220〜（Music Clip）
4. Here（Music Clip）

### ボーナスビデオクリップ
1. One More Time ok?（Music Clip）
2. Piranha（Music Clip）
3. Sweer Flower（Music Clip）
4. The club（Music Clip）
5. Boomerang（Music Clip）
6. Juicy Love（Music clip）